# Ferdinand Tillard
Pour les articles homonymes, voir Tillard.
Ferdinand Tillard (Bayeux, 18 avril 1819 - Bayeux, 4 février 1884) est un photographe français.

## Biographie
Ferdinand Tillard est actif à Bayeux du début des années 1850 au début des années 1860.
Tillard est un membre fondateur de la Société française de photographie et l'inventeur d'un procédé d'amélioration du négatif sur papier ciré.

## Galerie

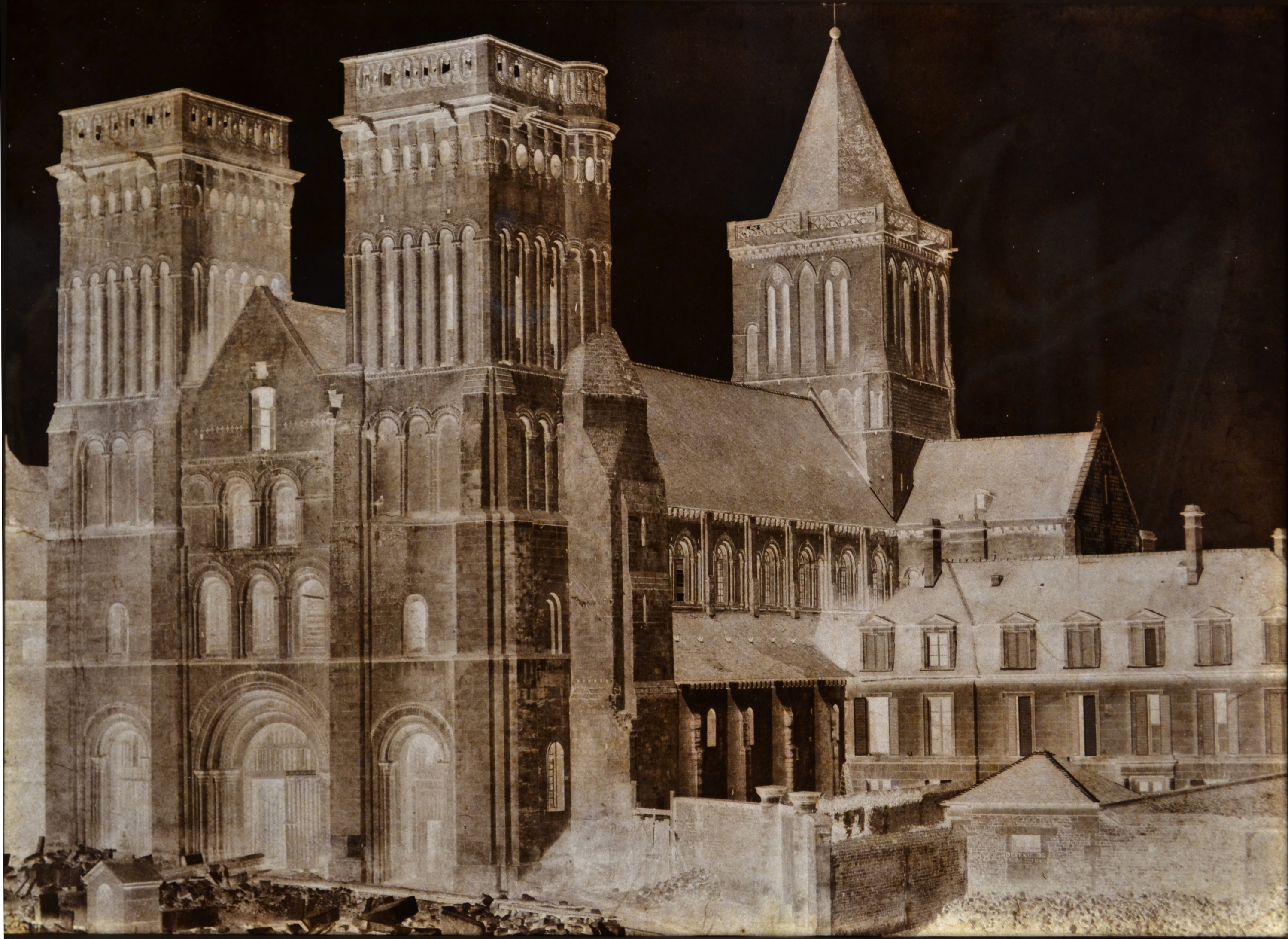

## Collections
- Bibliothèque nationale de France
- Musée d'Orsay
- Rijksmuseum Amsterdam